# Lowell (cràter)

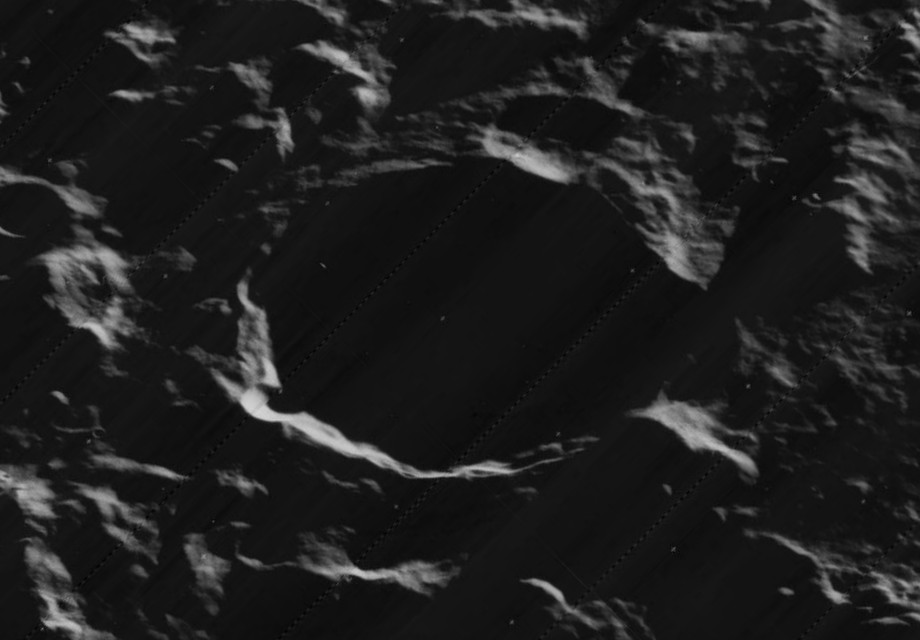
Vista obliqua des de la Lunar Orbiter 5 durant el pas del terminador

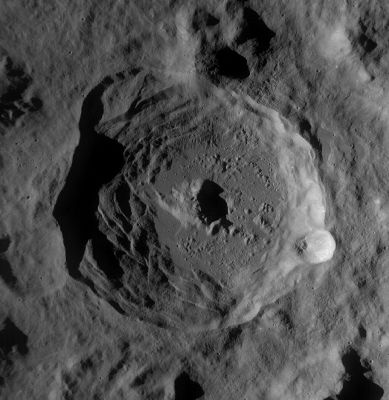
Fotografia de la missió Lunar Reconnaissance Orbiter

Lowell és un cràter d'impacte que es troba just més enllà de l'extremitat occidental de la Lluna. Està incrustat en la part nord-occidental de l'anell de muntanyes format pels Montes Rook sobre la conca d'impacte de la Mare Orientale. Aquesta porció de la cara oculta de la Lluna queda algunes vegades a la vista de la Terra durant els períodes de libració i d'il·luminació favorables, encara que només es veu la seva vora.

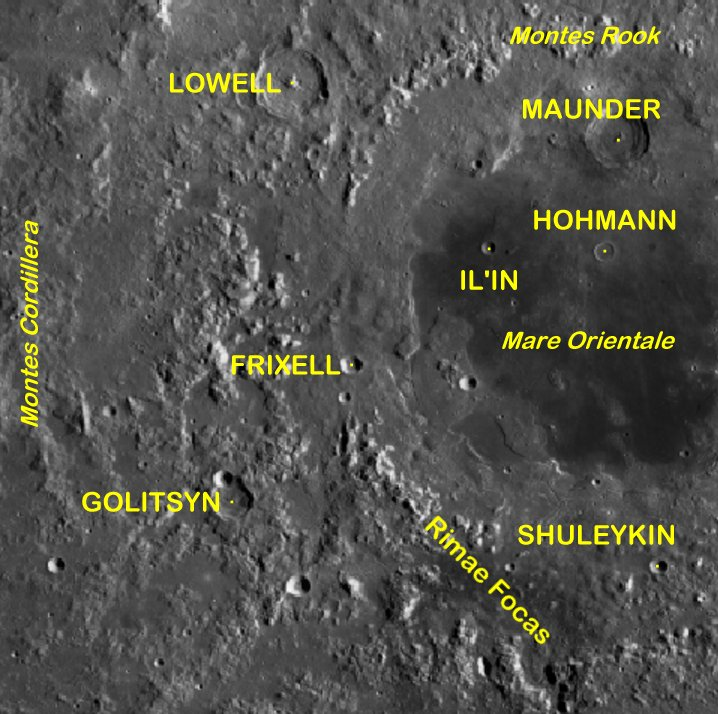
Localització de Lowell (part superior de la imatge)

El cràter té un contorn circular, amb una vora ben definida. Un petit cràter es troba en el límit oriental de la vora. La paret interior és més ampla en el costat occidental, amb algunes estructures de terraplenats. En el punt central del cràter sobresurt un pic central sobre el sòl interior.

## Cràters satèl·lit
Per convenció aquests elements són identificats en els mapes lunars posant la lletra en el costat del punt central del cràter que està més prop de Lowell.
|        | \| Lowell \| Coordenades \| Diàmetre \| \| ------ \| -------------------------------------- \| -------- \| \| W \| 10° 00′ S, 107° 00′ O / 10.0°S,107.0°O \| 18 km \| |          |
| Lowell | Coordenades | Diàmetre |
| W      | 10° 00′ S, 107° 00′ O / 10.0°S,107.0°O | 18 km    |